# Russische Baureihe П
Die Dampflokomotiven der russischen Baureihe П [pɛ] waren eine Serie von russischen Personenzug- und Schnellzug-Dampflokomotiven der Achsfolge 2’B.

## Geschichte und Technik
Charakteristische Besonderheit dieser Lokomotiven war ihr Vierzylinderverbundtriebwerk in Tandemausführung. Bei dieser Anordnung wurden zwei Zylinder auf jeder Seite (Hoch- und Niederdruckzylinder, hintereinander angeordnet) gespeist. Diese Anordnung der Dampfmaschine war kompliziert und unhandlich bei der Instandsetzung. Dadurch kam es zu keiner großen Verbreitung der Lokomotiven, obwohl sie wie alle Verbundmaschinen sparsam waren und durch ihre Bauform die teure Kropfachse vermieden.
Verantwortlicher Ingenieur für die Projektierung war Alexander Parfenjewitsch Borodin.
1891 baute das französische Werk Société Alsacienne de Constructions Mécaniques (SACM) in Belfort auf der Grundlage eines Entwurfs der Süd-West-Bahn (russisch Jugo-Sapadnyje schelesnyje dorogi) eine erste 2'B-Tandemverbundlokomotive, welche sich als leistungsfähiger als die zuvor dort eingesetzten 1B-Lokomotiven erwies. Versuche und Einsatzerprobung ergaben zufriedenstellende Ergebnisse, weshalb nach Borodins Entwurf in den Werkstätten der Südwestbahn in Odessa 1895 und 1896 weitere sechs ähnliche Lokomotiven gebaut wurden. 1912 wurden die sieben Lokomotiven in die Baureihe ПБ (PB) eingereiht. Die Decke des Hinterkessels war bei ihnen flach gehalten.
1898 bis 1900 fertigten die Putilow-Werke für Staatsbahnen 68 Lokomotiven der Baureihe Пп (Pp). Der Entwurf dieser Baureihe war nach den von Professor N. P. Petrow vorgeschlagenen Grundabmessungen erarbeitet worden. Vorgesehen waren sie zur Beförderung 250 t schwerer Schnellzüge bei der Petersburg-Warschauer Eisenbahn, der Riga-Oreler Bahn und der Südwestbahn. Bei einer ersten Probefahrt am 1. April 1898 beförderte die Lokomotive einen 250 t schweren Zug von Sankt Petersburg nach Pskow mit einer durchschnittlichen Geschwindigkeit von 78 km/h und erreichte dabei in Steigungen von 6 ‰ eine Geschwindigkeit von 71 km/h und im Gefälle bis zu 110 km/h. Insgesamt wurden von 1897 bis 1900 121 Exemplare der Baureihe Пп hergestellt. Davon erhielt beispielsweise die Baltische und Pskow-Rigaer Eisenbahn (russisch Baltijskaja i Pskowo-Rischskaja schelesnaja doroga) 13 Stück des Baujahres 1899, die als Baureihe БП (BP) eingereiht wurden. Nachdem die Bahngesellschaft 1907 mit der Petersburg-Warschauer Bahn zu den Nordwesteisenbahnen (Sewero-Sapadnyje schelesnyje dorogi) vereinigt worden war, wurden diese Lokomotiven bis 1912 als Baureihe П (P) bezeichnet.
Ab 1899 fertigte die Lokomotivfabrik Kolomna für die Moskau-Windau-Rybinsker Eisenbahn 2'B-Reisezuglokomotiven mit Tandem-Vierzylinderverbundtriebwerk, die als Baureihe Ак (Ak), ab 1912 als Пр (Pr) bezeichnet, eingereiht wurden. Sie verfügten über eine innenliegende Steuerung. Auf den Strecken Sankt Petersburg–Zarskoje Selo und Rybinsk–Beschezk eingesetzt, beförderten sie 330 t schwere Züge mit Geschwindigkeiten von bis zu 70 km/h. Insgesamt wurden von 1899 bis 1900 und von 1902 bis 1905 41 Stück hergestellt.
Die Lokomotiven der Baureihe П wurden etwa 25 bis 30 Jahre lang von den verschiedenen Bahngesellschaften, zum Schluss von den Sowjetischen Eisenbahnen (SŽD), eingesetzt. In den 1930ern wurden sie durch leistungsstärkere und zugkräftigere Lokomotiven mit drei angetriebenen Achsen (z. B. Russische Baureihe Н [ɛn], Russische Baureihe К oder Russische Baureihe С [ɛs]) ersetzt.

## EVP Bp
Die Estnischen Staatsbahnen (EVR) übernahmen sechs Lokomotiven der Baureihe Пп und reihten sie als Baureihe Bp mit den Nummern 75 bis 80 ein. 1940 waren sie schon ausgemustert.